# Södertäljefallet
För andra betydelser, se Södertäljemålet.
Södertäljefallet är ett svenskt rättsfall där en ung flicka, med start 1992, anklagade först en, och sedan båda, sina föräldrar för att ha begått sexuella övergrepp mot henne. Båda föräldrarna fälldes i hovrätten i var sin rättegång.
Efter att hovrättsdomen mot fadern hade avkunnats inleddes Stockholmsutredningen mot bakgrund av uppgifter från flickan om övergrepp som innefattade barnsexhandel, rituella övergrepp och mord. Fallet ledde till en infekterad offentlig debatt om barns trovärdighet i allmänhet och Södertäljeflickans i synnerhet.

## Anklagelserna mot föräldrarna
Flickan kontaktade i september 1991 sin skolkamrats familj, flyttade in där och berättade för modern i familjen, Birgitta Allmo, att fadern skulle ha förgripit sig sexuellt på henne. I det första polisförhöret sade flickan att övergreppen hade pågått så länge hon kunde minnas med olika typer av beröringar samt vaginala och anala samlag.

### Målen i tingsrätten
Fadern dömdes mot sitt nekande av Södertälje tingsrätt den 22 september 1992 till sex års fängelse för övergrepp mot flickan samt för att ha tillhandahållit henne till andra vuxna, trots att man inte fått tag på någon av köparna.
Innan domen mot fadern avkunnades berättade flickan att även modern skulle ha förgripit sig på henne och åtal väcktes även mot henne. Det blev alltså två olika rättegångar med samma brottsoffer. Mamman friades av Södertälje tingsrätt den 2 november 1992

### Målen i hovrätten
Tre dagar efter att modern friats höjdes faderns straff av Svea hovrätt den 5 november 1992 till tio års fängelse och att betala 800 000 kr i skadestånd till flickan. Man hade fortfarande inte identifierat någon av de som fadern påstods ha tillhandahållit flickan till, men flickan hade berättat mycket detaljerat och bedömdes vara trovärdig.
Modern dömdes av Svea hovrätt den 27 maj 1993 till fem års fängelse och att betala 250 000 kr i skadestånd till flickan.

### Målen i högsta domstolen
Både domarna överklagades till högsta domstolen som inte beviljade prövningstillstånd.

## Stockholmsutredningen
Efter att domen mot fadern i hovrätten hade avkunnats inleddes Stockholmsutredningen, en helt separat utredning, mot bakgrund av uppgifter från flickan om övergrepp som innefattade barnsexhandel på barnbordeller, organiserade sexuella övergrepp och mord. Flickan berättade för polisen att hon hade varit med i sammanhang där män förgrep sig mot barn och där man i seanser drack blod och slet hjärtan ur barnens kroppar för att sedan gräva ned kropparna. Med det kom flickan att bli en av många som sades ha blivit utsatta för, tvingats delta i eller bevittnat satanistiska rituella övergrepp, en moralpanik med tron på att hemliga, mäktiga organisationer av djävulsdyrkare infiltrerade samhället och kidnappade spädbarn. I en debattartikel i Dagens Nyheter 2002 skrev den nu vuxna flickan att hon visserligen hade berättat om minnesbilder där hon själv och andra barn, i grupp eller enskilt, utsatts för så grova övergrepp att barn ibland inte överlevt, men att "historierna om djävulssekter" inte kom från henne. Att några djävulsdyrkare aldrig hade nämnts i sammanhanget.
Flickan sade att hon själv hade tvingats deltaga i övergrepp som bland annat innefattade barnamord och kannibalism. Eftersom inga barn saknades i det geografiska området undersökte polisen om det skulle kunna röra sig om utländska barn. Flickan uppgav också att barnen hade utländskt utseende. Polisen undersökte om det fanns ett samband med att femtiotalet ensamkommande flyktingbarn hade försvunnit spårlöst från flyktingförläggningar. Flickan sade att hon hade sett svarta plastsäckar grävas ner i skogar runt Södertälje, och förmodade att det kanske rörde sig om några av de dödade barnen. Omfattande grävningar genomfördes i februari 1993, ett halvår efter att Södertäljeflickan hade börjat berätta. Mediebevakningen var hård när polisen undersökte skogspartier utanför Södertälje efter barnkroppar och flera medier hade hyrt in helikoptrar, men polisen hittade ingenting vid utgrävningarna. Flickan kommenterade senare att mediernas enligt henne många gånger förvrängda uppmärksamhet upplevdes som än större kränkning än själva brottet.
Flickan kontaktades av en reporter som arbetade med att kartlägga en pedofilhärva. Hon sade sig känna igen en man på en bild som reporterteamet misstänkte var pedofil och pekade vid en biltur ut hans arbetsplats och bostad. Reportern sade till Nuri Kino i en artikel i Dagens Nyheter 2003 att flickan omöjligt hade kunnat peka ut platserna om det inte var så att hon hade varit där. Enligt Nuri Kino hade mannen även förekommit i en polisutredning i slutet av 80-talet där två barn från Filippinerna pekat ut honom och hävdat att det fanns fler barn i hans fastighet där de skulle ha blivit utnyttjade sexuellt. Mannen kontrollerades noggrant av polisen men det ledde inte vidare till något. I och med att reportern hade visat flickan bilder på mannen så kunde polisen inte använda flickans utpekande och man kunde inte heller utesluta att reportern hade ställt ledande frågor.
Flickan berättade detaljerat i polisförhör om organiserad barnsexhandel, sadism, övergrepp med rituella inslag, mord och kannibalism. Hon sade att hon hade varit i Polen och sett hur man hade fraktat barn och gravida kvinnor till Sverige i containrar för att delta i seanserna.
Det sista förhöret med flickan hölls i februari 1993. Inget åtal väcktes eftersom polisen inte kunde styrka det flickan påstod och inte ett enda av de påstådda barnoffren hade återfunnits. Man hittade inte heller några lokaler eller gärningsmän. När polisen ifrågasatte berättelsen ville flickan inte längre ha kontakt med polisen. Stockholmsutredningen blev rent formellt inte nedlagd och utredningen, målet mot pappan och målet mot mamman var helt separerade.

## Resning och omprövning av domarna i hovrätten
Flickan hade under rättegångarna mot föräldrarna uppfattats som mycket trovärdig, men eftersom polisen inte fann något som styrkte flickans berättelser under Stockholmsutredningen om övergrepp med rituella inslag och mord ifrågasattes hennes trovärdighet även i incestmålen. Chefen för Stockholmsutredningen sade "Flickan är mytoman. Det här är ett justitiemord." Högsta domstolen beviljade i november 1993 pappans ansökan om resning och återförvisade målet till hovrätten. Högsta domstolen bedömde att om hovrätten hade känt till det som kommit fram i Stockholmsutredningen så var det möjligt att utgången hade kunnat bli en annan.
I januari 1994 inleddes de tre månader långa förhandlingarna i hovrätten och då togs för första gången hänsyn till alla tidigare rättegångar samt delar av den ännu inte färdiga Stockholmsutredningen som fortfarande omfattades av förundersökningssekretess. Detta för att kunna göra en bedömning av flickans trovärdighet. Modern friades helt i den nya hovrättsdomen den 3 maj 1994 medan fadern fick sitt straff halverat till fem års fängelse. Att fadern fälldes berodde bland annat på att det fanns rättsmedicinska resultat som enligt hovrätten stödde anklagelserna om sexuella övergrepp. Det som hade framkommit under Stockholmsutredningen uppfattade hovrätten som fria fantasier.

## Offentlig debatt och liknande fall
Parallellt med rättegången i hovrätten pågick en ofta infekterad offentlig debatt i svenska medier om incest och sexuella övergrepp och hur vuxenvärlden ska tolka barns berättelser samt hur man ska förhålla sig till den befintliga statistiken. Det pågick även debatter i andra länder, inte minst i USA där det hade startats motrörelser av människor som upplevde att de hade blivit utsatta för falska anklagelser av sina vuxna döttrar som av psykologer och terapeuter hade manipulerats att tro att de hade blivit utsatta för sexuella övergrepp. Medierna drog paralleller till ett incestfall i Umeå där en flicka uppgav att hon hade utsatts för sexuella övergrepp av först sin pappa och därefter övergrepp från över 20 andra män med rituella inslag och mord. Samtliga friades från anklagelserna. Det rådde delade meningar om det fanns ett feministiskt nätverk med påverkan på samhällsklimatet.
Ungefär samtidigt som målet i Södertälje kom tre prejudicerande domar i högsta domstolen som handlade om sexuella övergrepp där det slogs fast att ett barns berättelser om övergrepp kan räcka för en fällande dom om det uppfyller vissa krav.